# 幌馬車 (1950年の映画)
『幌馬車』（原題: Wagon Master）は、1950年製作のアメリカ映画。ジョン・フォード監督作品。
ジョン・フォード監督作品の中の「騎兵隊三部作」の第二作『黄色いリボン』の興業収入を元に制作費にあてた、フォード作品としては珍しい地味な映画。今までは、脇役専門だったベン・ジョンソンが初めて主役を演じた。

## あらすじ
1871年、モルモン教徒の一行がユタとアリゾナの境界にあるサン・フアンへ向かい、トラヴィスとサンディという男性が護衛を務める。道中、見世物師の一団が一行に加わり、踊り子のデンバーがトラヴィスに思いを寄せる。
一行がナバホ族と親しくしていた矢先、金庫強盗団が食べ物を求めてくる。強盗団のひとりがナバホ族の女性を強姦したため、モルモン教徒たちは犯人に制裁を加える。これにより、一行は強盗団に付きまとわれ、ついには乗っ取られてしまう。追ってきた役人をかわさせ、最後の山を越えた後、強盗団は一行のリーダー・ウィッグス長老を殺そうとしたためサンディが拳銃で応戦する。こうして強盗団は全滅し、一行は目的地に到着する。

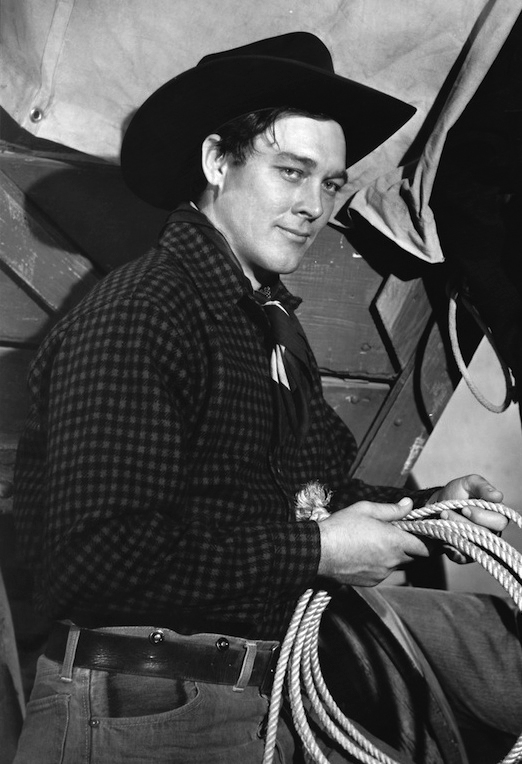
ベン・ジョンソン
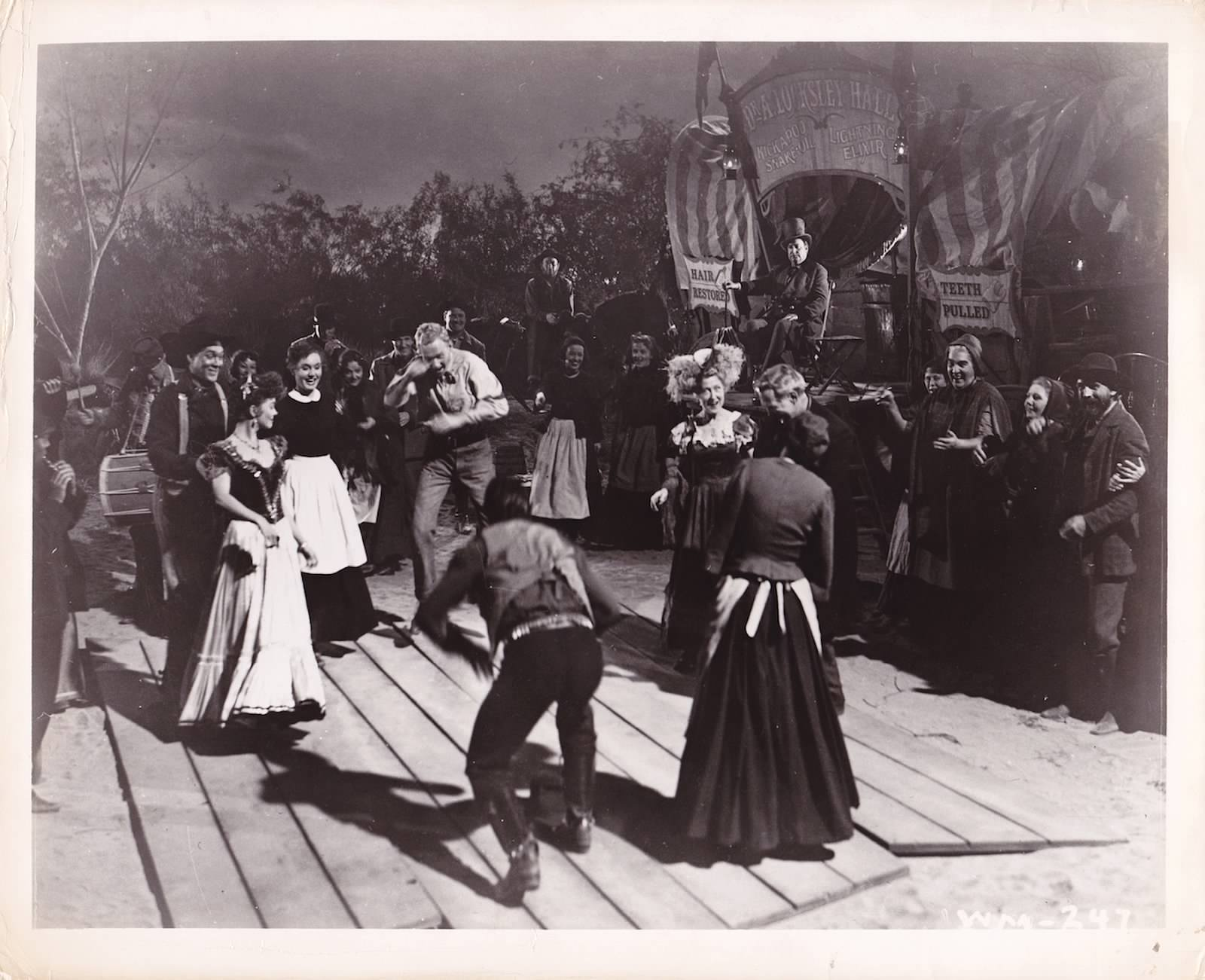
スクエアダンスの場面

## キャスト
| 役名           | 俳優                     | 日本語吹替                                                            |
| 役名           | 俳優                     | ？版                                                                  |
| -------------- | ------------------------ | --------------------------------------------------------------------- |
| トラヴィス     | ベン・ジョンソン         | 堀勝之祐                                                              |
| ウィッグス長老 | ワード・ボンド           | 高塔正翁                                                              |
| サンディ       | ハリー・ケリー・ジュニア | 仁内建之                                                              |
| デンバー       | ジョアン・ドルー         | 北浜晴子                                                              |
| シャイロ       | チャールズ・ケンパー     | 藤本譲                                                                |
| ドクトル       | アラン・モウブレイ       | 宮沢元                                                                |
| パーキンス     | ラッセル・シンプソン     | 国坂伸                                                                |
| 不明 その他    |                          | 西山連 鹿島信哉 野本礼三 藤城裕士 徳丸完 赤木葉子 近藤高子 佐久間夏生 |
|                |                          |                                                                       |
| 演出           | 演出                     | 中村昌紀                                                              |
| 翻訳           | 翻訳                     | 菅野光雄                                                              |
| 効果           |                          |                                                                       |
| 調整           | 調整                     | 中里和範                                                              |
| 制作           | 制作                     | 有村放送プロモーション                                                |
| 解説           |                          |                                                                       |
| 初回放送       |                          |                                                                       |

## スタッフ
- 製作:メリアン・C・クーパー、ジョン・フォード
- 監督:ジョン・フォード
- 脚本:フランク・S・ニュージェント
- 原作:ジョン・フォード
- 撮影:バート・グレノン
- 美術:ジェームズ・バセヴィ
- 音楽:リチャード・ヘイグマン
- 編集:ジャック・マレー